# Mehrfachsternmotor

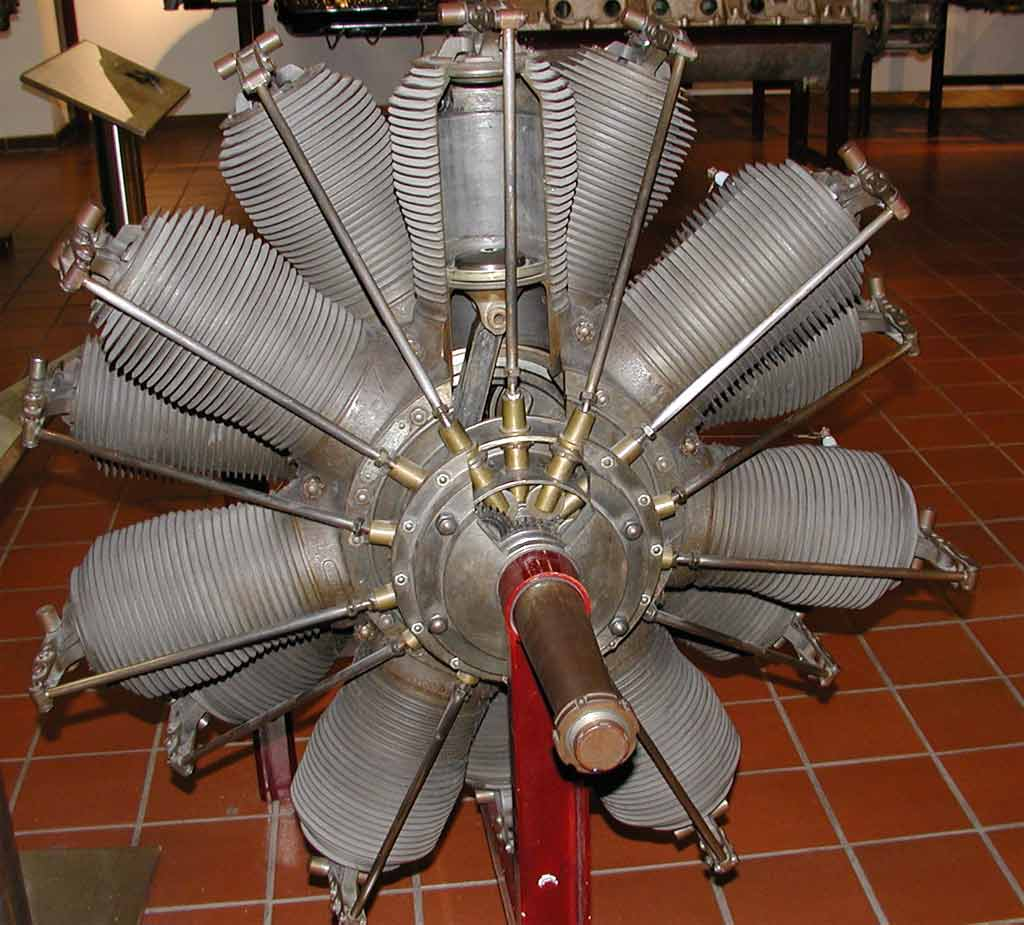
Ein Doppelsternmotor mit 2 × 7 Zylindern
Umlaufmotor U III der Motorenfabrik Oberursel von 1914/15; Hubraum 23,6 l; max. 115 kW/160 PS bei 1200 min^{−1}
Exponat im Deutschen Museum München

Ein Mehrfachsternmotor ist ein mehrzylindriger Hubkolbenmotor, bei dem im Gegensatz zu einem Reihensternmotor die Zylinder mehrerer Sterne nicht in einer Linie (linear) hintereinander, sondern leicht versetzt (helical) angeordnet sind. Dieses Konstruktionsmerkmal ergibt sich daraus, dass Mehrfachsternmotoren meist luftgekühlt und ihre Ventile (wie bei einem einfachen Sternmotor) OHV-stoßstangengesteuert sind, während Reihensternmotoren meist flüssigkeitsgekühlt sind und ihre Ventile wie bei einem Reihenmotor über obenliegende Nockenwellen gesteuert werden (OHC und DOHC). Außerdem sind Mehrfachsternmotoren aus wenigen Sternen aufgebaut (Maximum: vier 7-Sterne im Pratt & Whitney R-4360 Wasp Major und Schwezow ASch-2K), da sie sonst kaum zu beherrschende Kühlungsprobleme aufweisen. Bei Reihensternmotoren ist dies durch die Flüssigkeitskühlung weniger kritisch. Hier kann die Kühlung auch von sechs, acht oder gar zehn Sternen hintereinander beherrscht werden.
Da auch Mehrfachsternmotoren sehr viele Zylinder in sehr kompakter Bauweise unterbringen, besitzen sie ebenfalls hohe Leistungsdichten (auf die Motormasse oder das Motorvolumen bezogene Leistung) und werden überall dort eingesetzt, wo hohe Leistung konzentriert werden soll, wie z. B. bei Flugmotoren. Sehr große Motoren sind beispielsweise die sowjetischen Schwezow ASch-2K, Schwezow ASch-73 und Schwezow ASch-82, die amerikanischen Pratt & Whitney R-4360, Pratt & Whitney R-2800 und Pratt & Whitney R-1830, die ebenfalls amerikanischen Wright R-4090, Wright R-3350 und Wright R-2600, die britischen Bristol Centaurus, Bristol Hercules und Bristol Taurus sowie die deutschen BMW 803, BMW 802 und BMW 801.